# Tecnología en la Industrialización

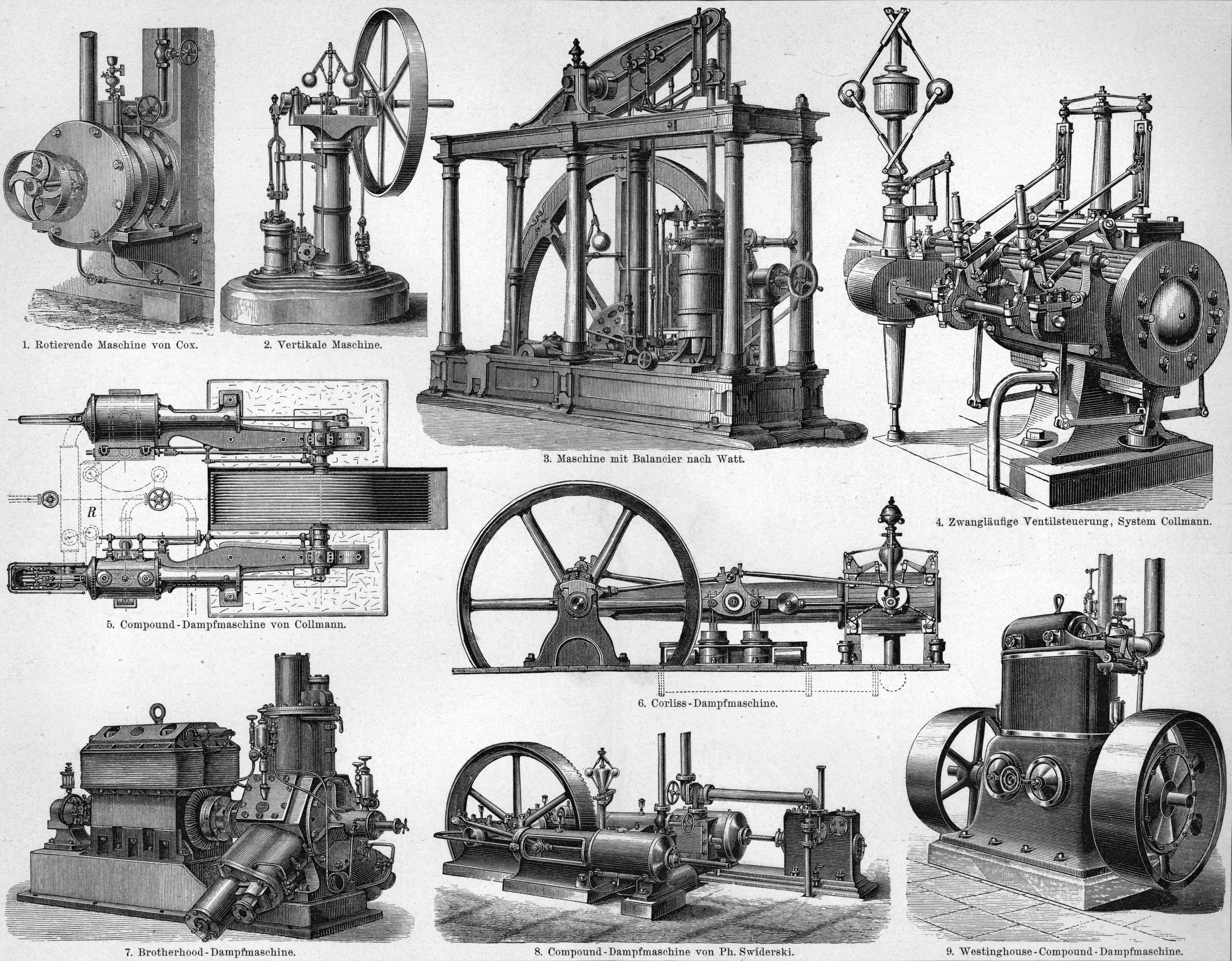
Distintos tipos de máquinas de vapor estacionarias (1894)

La tecnología en la Industrialización, un período con especial desarrollo en Europa y en Norteamérica, se caracterizó por el uso del carbón de hulla, de la máquina de vapor, del telar mecánico, de máquinas herramienta, de la locomotora de vapor y del barco de vapor. Sin embargo, la revolución Industrial, que comenzó en la segunda mitad de siglo XVIII, no solo se caracterizó por numerosas innovaciones técnicas, sino que también condujo a numerosos cambios económicos y sociales. El sociólogo francés Georges Friedmann habló por primera vez de una Segunda Revolución Industrial en 1936, que fechó en las décadas de alrededor de 1900.

## Tecnología textil

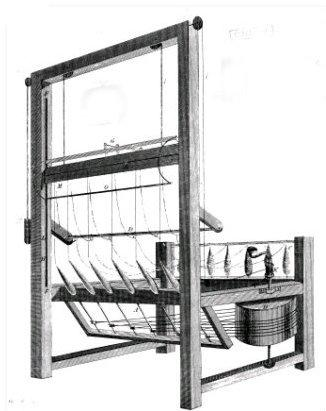
Hiladora mecánica ("Jenny")

Dos pasos del proceso en la fabricación de telas en particular pudieron mecanizarse y racionalizarse para producir tejidos en grandes cantidades: el hilado y la tejeduría de los hilos.
Tejer con un telar había sido una profesión independiente desde la Edad Media, que fue practicada principalmente por hombres. En cambio, el hilado mediante un huso o una máquina de hilar, era practicado por mujeres. La producción a menudo realizaba en talleres domésticos, a través de un tratante que obtenía las materias primas. Se pagaba un precio fijo por una cierta cantidad de hilo. Inicialmente, el cuello de botella de la producción era la disponibilidad de hilo, y para remediarlo se idearon hiladoras simples con cuatro husos por máquina. Una vez que hubo suficiente hilo, el nuevo cuello de botella era la producción de tejidos, lo que se tradujo en la instalación de más telares. Ahora, la hilatura volvió a ser el cuello de botella, lo que condujo a máquinas de hilar con muchos más husos. Finalmente, se desarrollaron dispositivos de hilar con más de 100 husos por máquina.
Las primeras máquinas de hilar y tejer estaban hechas principalmente de madera, especialmente su estructura. Tenían pocas partes de cobre o de hierro. Inicialmente fueron impulsados con ruedas hidráulicas, lo que se refleja en el nombre de las primeras máquinas de hilar, las hiladoras hidráulicas de Richard Arkwright, de 1771. Numerosos grupos de artesanos trabajaban juntos en su construcción. Los molineros intervinieron en la construcción de molinos de viento y de agua en la época preindustrial y, por lo tanto, estaba familiarizado con varios elementos de transmisión, como semiejes y engranajes. Normalmente se prefería utilizar la madera, y solo se recurría a los metales cuando no había otra solución.
Cuando las máquinas de hilar se hicieron más grandes y con más husos, se utilizó cada vez más hierro en lugar de madera, que puede transferir mejor las fuerzas y los pares y genera menos fricción. Esto creó una gran necesidad de piezas de hierro idénticas, como tornillos, husillos y engranajes, lo que tuvo un impacto en muchas otras industrias y su tecnología. Como la potencia de las ruedas hidráulicas ya no era suficiente, se sustituyeron por máquinas de vapor y se fundaron las primeras fábricas textiles.

## Minería

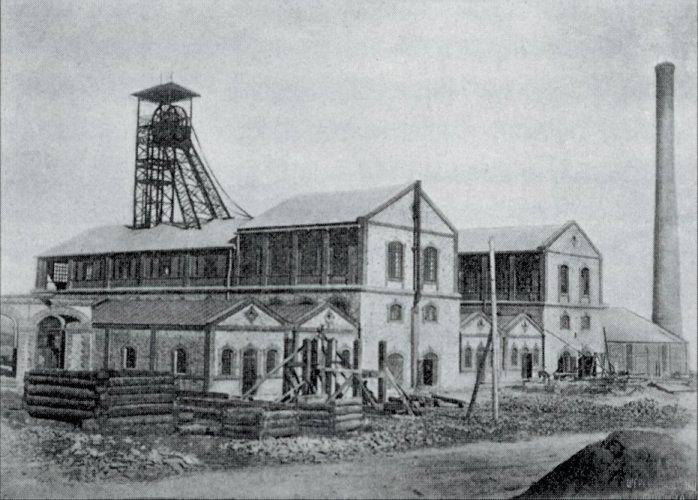
Mina de carbón y horno de coque. Rusia, finales del siglo XIX

La minería del carbón se ha documentado desde la época del asentamiento celta. Sin embargo, el carbón rara vez se usaba como combustible, para lo que se prefería la madera, que también se usaba para producir carbón vegetal. Este combustible se empleaba para cocinar y para calentar las casas. Igualmente, intervenía en distintos procesos fabriles, como la alfarería, la fabricación de vidrio y de porcelana, la cocción de ladrillos y la extracción de metales. Sin embargo, con el elevado punto de fusión del hierro (1535 °C), ni la madera ni el carbón vegetal generalmente no eran suficientes o su consumo era muy alto. En 1698, comenzó la excavación de lignito en Mücheln/Braunsbedra, iniciándose la minería del carbón en el centro de Alemania. Sin embargo, pronto la hulla se volvió más importante, porque tiene un densidad de energía que es aproximadamente el doble que la de la madera seca. El uso de la hulla hizo posible alcanzar temperaturas más altas para el procesamiento del hierro, dando lugar a una nueva tecnología que permitió sustituir muchas partes de las máquinas que todavía estaban hechas de madera. La hulla también adquirió importancia como combustible para las máquinas de vapor.
La minería era una actividad habitual desde la Edad Antigua. Con el aumento de la profundidad de las minas, surgió el problema de la inundación de las galerías: tan pronto como los pozos llegaban por debajo del nivel del agua subterránea, se filtraba agua que tenía que ser bombeada para poder avanzar más. Dado que la minería era de gran importancia económica, el problema del drenaje de las galerías se hizo cada vez más urgente, propiciando que científicos e ingenieros comenzaran a abordarlo e investigasen las leyes de la neumática y de la hidráulica para mejorar las bombas. Además, se fundaron centros laborales para la formación de los mineros y escuelas técnicas para proporcionar una adecuada formación a los ingenieros.
Innovaciones técnicas ideadas para la minería, como la máquina de vapor utilizada inicialmente para bombear agua o las vías con carriles para mover las vagonetas, sentarían las bases del ferrocarril, que acabaría convirtiéndose en un medio de transporte revolucionario. Así mismo, muchas técnicas empleadas para abrir galerías mineras, se adaptaron a la excavación de túneles, que a su vez facilitaron la expansión del ferrocarril en zonas montañosas. En Alemania, a principios del siglo XIX, se tendió a excavar pozos verticales en lugar de galerías más o menos horizontales. Estos pozos podían perforarse a mayores profundidades para alcanzar depósitos más productivos. Sin embargo, esto intensificó el problema de achicar el agua infiltrada. Ya a principios del siglo XVIII, las máquinas de vapor de Newcomen se usaban en Inglaterra para bombear el agua. Con profundidades cada vez mayores, las sogas de cáñamo habituales alcanzaron sus límites de carga y fueron reemplazados por cables de acero gracias a los avances de la siderurgia. Para simplificar el transporte de las rocas, primero se colocaron raíles de madera y luego de hierro sobre los que se desplazaban los vagones inicialmente arrastrados por caballos de tiro, hasta que fueron reemplazados por locomotoras de vapor.

## Siderurgia

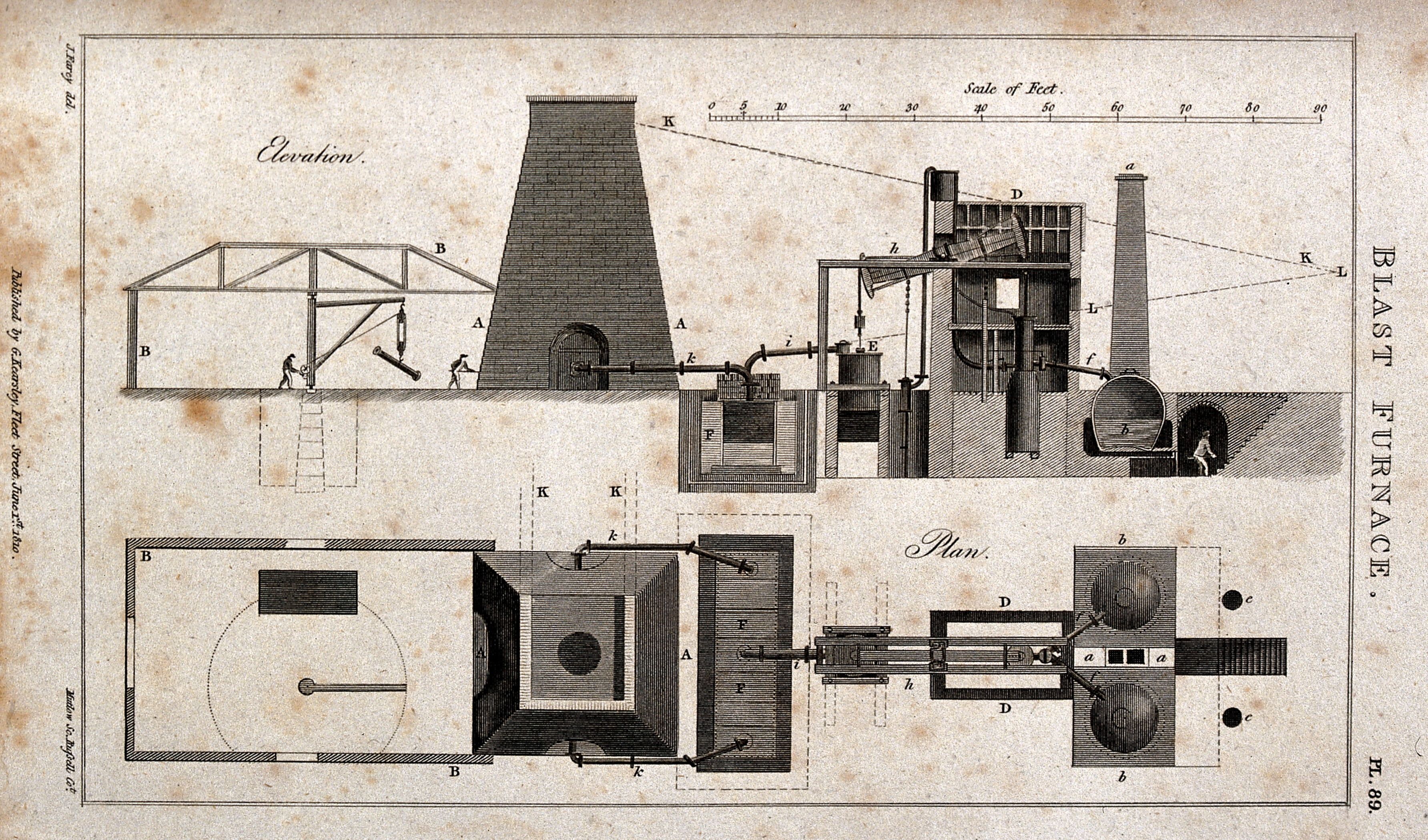
Grabado con los planos de un alto horno (1810)

Sin embargo, las técnicas del procesamiento de metales se modificaron varias veces en el transcurso de la industrialización. Este hecho se asocia al uso de coque obtenido de la hulla en lugar de carbón vegetal en los altos hornos y en el afinado del hierro; al empleo de la laminación en lugar de la forja; y a la disponibilidad de mejores hornos con un mayor suministro de oxígeno que mejoró la calidad de los materiales. El progreso de la siderurgia permitió que se pasara de la fundición de hierro al hierro forjado y finalmente al acero, materiales que contaban cada vez con mejores propiedades mecánicas, y que estaban disponibles en mayores cantidades y más baratos al mismo tiempo.

### Obtención del hierro en tiempos preindustriales
Desde el comienzo de Edad del Hierro, la extracción de hierro forjable a partir de mineral de hierro contaba de tres etapas. En la primera, se "derretía" el hierro metálico calcinando los minerales a elevada temperatura. El arrabio obtenido de esta manera todavía estaba muy contaminado con elementos indeseables, por lo que en una segunda etapa se afinaba calentándolo de nuevo en un horno bajo. Finalmente, en una tercera etapa se procesaba con un martillo de forja para obtener un material uniforme y eliminar las últimas impurezas.
En el Renacimiento, el mineral de hierro se colocaba en altos hornos junto con carbón vegetal, y se empleaban fuelles impulsados por ruedas hidráulicas para inyectar aire, suministrando oxígeno adicional. Esto permitió obtener arrabio a bajas temperaturas (de alrededor de 1100 °C), compuesto principalmente por hierro que casi no contenía carbono, y que por lo tanto era blando y forjable.

### Alto horno de coque
A medida que el carbón vegetal se volvió más escaso y más caro, algunos propietarios de fundiciones intentaron usar carbón mineral en su lugar. Sin embargo, el carbón de las minas solía estar muy contaminado con azufre y otros elementos que hacían que el hierro obtenido fuese duro y quebradizo y, por lo tanto, inutilizable. A Abraham Darby se le ocurrió la idea de transformar hulla en coque, es decir, calentarla en ausencia de oxígeno. Esta idea se tradujo en un espectacular avance. Sin embargo, todavía hubo que resolver numerosos problemas, dado que el coque se aglomeraba mucho más rápido, obstruyendo el flujo de aire en el interior de los hornos, y aún contenía impurezas que requerían un revestimiento refractario diferente. La expansión del alto horno de coque en Inglaterra comenzó alrededor de 1760. Los procesos para endurecer el hierro transformándolo en acero eran conocidos, pero su composición química aún no se conocía en ese momento, y el enfoque de estos procesos todavía procedía en gran parte de la tradición de la alquimia.

### Refinación, forja y laminación

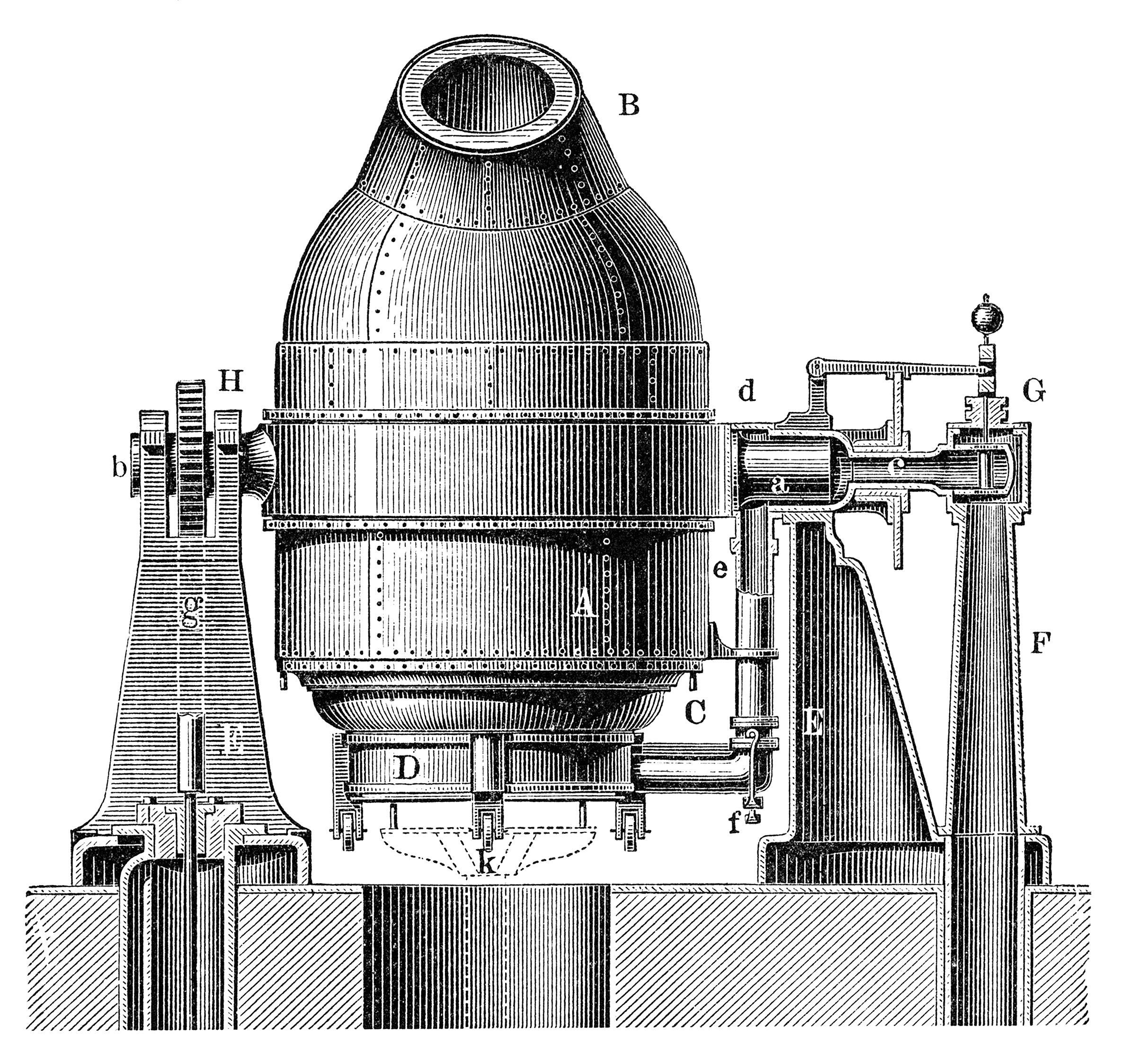
Representación esquemática de un convertidor Bessemer

La pudelación, patentada por Henry Cort en 1784, permitía utilizar carbón mineral en la refinación. El arrabio se colocaba en un horno de reverbero alimentado con hulla, lo que permitía que el azufre en la hulla no se mezclara con el metal en estado semisólido. En el hogar, el carbono del arrabio se quemaba con el oxígeno del aire durante varias horas. A medida que disminuía el contenido de carbono, también aumentaba la temperatura de fusión del hierro, de modo que se formaban lentamente lentejones de hierro sólidos, las lupas. Un trabajador agitaba constantemente el hierro pastoso recubierto por la escoria para garantizar que el contenido de carbono cayera uniformemente en todo el metal, lo que requería mucha fuerza y habilidad. Este hierro luego se vendía a la industria metalúrgica como un producto semiacabado, en forma de lingotes o de laminados en forma de rieles y planchas, que representaban la mayor parte de la producción. Este avance hizo que la fundición de hierro acabara siendo reemplazada como material estructural por el hierro pudelado aproximadamente desde 1860/1870.

### Producción de acero en masa
El cuello de botella en la cadena de producción desde el mineral hasta el material terminado era la pudelación, que no podía mecanizarse. El tamaño de los hornos estaba limitado por la fuerza de los trabajadores. Henry Bessemer introdujo una mejora decisiva, introduciendo el arrabio en un convertidor e insuflando aire a través de boquillas desde abajo para que el carbono del arrabio se quemara con el oxígeno del aire en tan solo 20 minutos. El convertidor Bessemer permitió que en Inglaterra se produjera acero en grandes cantidades después de mediados del siglo XIX. Una variante del proceso muy adecuada para minerales que contienen fósforo (comunes en la Europa continental), es el convertidor Thomas. También se desarrolló el horno Martin-Siemens, en el que se generan temperaturas por combustión en un horno especial que están por encima de la temperatura de fusión del acero. Esto hizo posible producir acero de calidad superior a la de los aceros Bessemer y Thomas. Sin embargo, el acero de los hornos Martin-Siemens era un poco más caro debido a los hornos más complejos, por lo que los tres procesos competían entre sí hasta que fueron reemplazados por el proceso de acería de oxígeno básico a mediados del siglo XX.

## Ingeniería mecánica

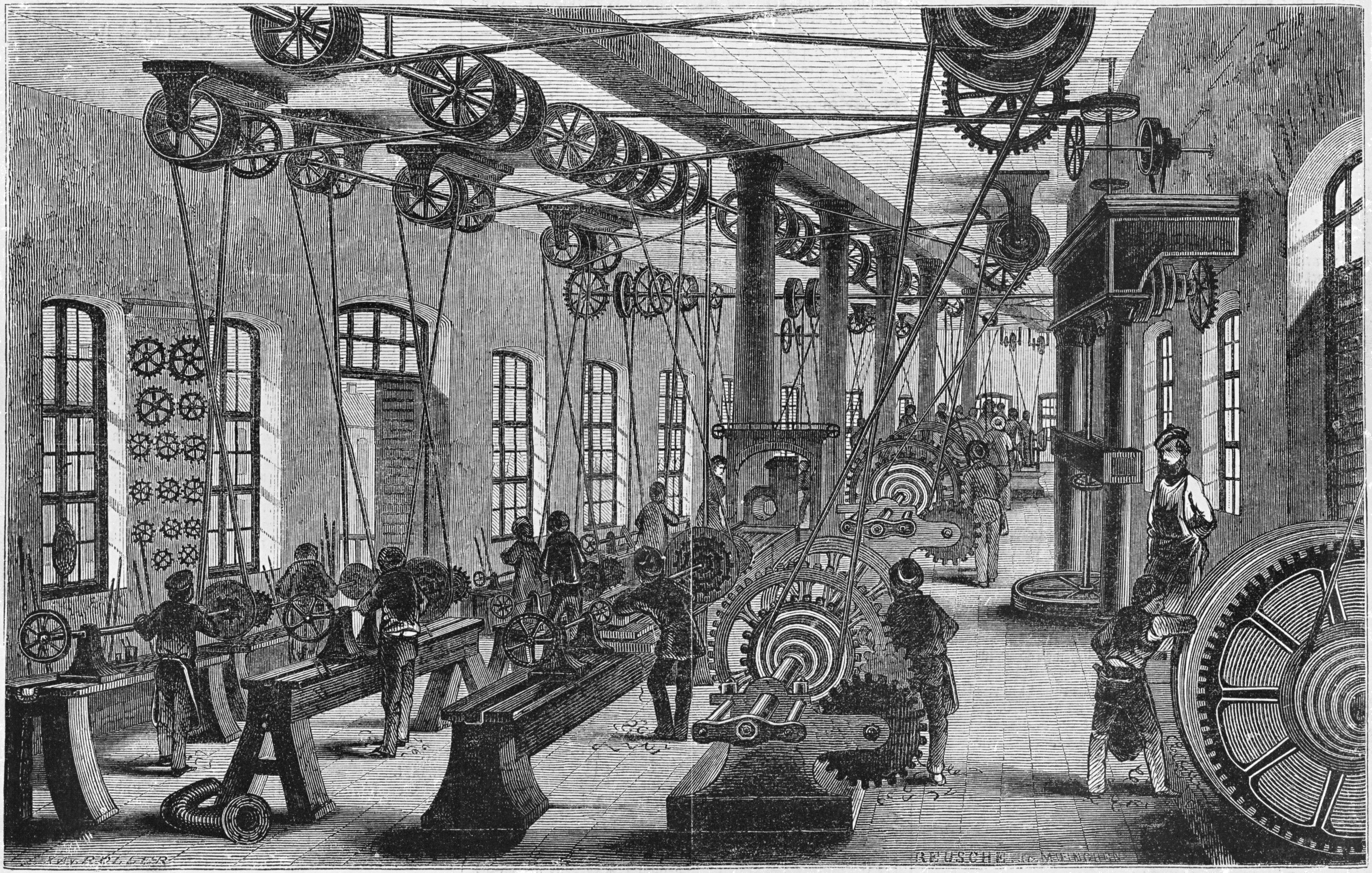
Taller de una fábrica de mecanizado de piezas metálicas (1849)

Una parte considerable del acero producido por la industria pesada se dedicó a la ingeniería mecánica, fabricándose en grandes cantidades máquinas de vapor, máquinas herramienta (como fresadoras, taladradoras y torneadoras o martillos mecánicos), así como locomotoras de vapor, vagones de ferrocarril, y máquinas de hilar y tejer. Era habitual que las primeras fábricas de ingeniería mecánica produjeran varios de estos tipos de máquinas en cantidades más pequeñas. No fue hasta alrededor de 1900 cuando se comenzó a generalizar la producción en serie. Los avances más importantes en ingeniería mecánica se relacionan con las máquinas herramienta que se necesitan para construir otras máquinas y, por lo tanto, son de particular importancia. La alta demanda de las mismas piezas de hierro para la industria textil impulsó el desarrollo de la ingeniería mecánica, ya que eran la única forma de producir piezas de hierro con precisión y en grandes cantidades al mismo tiempo.
A mediados del siglo XIX ya existían máquinas herramienta para todos los procesos de fabricación importantes, que permitieron la producción en masa de distintos artículos como máquinas de coser, bicicletas y, cada vez más, vehículos de motor. A principios del siglo XX, se comenzó a equipar cada máquina con su propio motor eléctrico, en lugar de impulsar varios dispositivos con una sola máquina de vapor. El nuevo invento que iba a revolucionar el transporte en el siglo XX fue el motor de combustión interna, que permitió el auge de la automoción.

### Mandriladoras
En el Renacimiento, los cañones se fabricaban rellenando un molde con bronce fundido, mientras que el orificio se perforaba posteriormente con un mandril (herramienta)|mandril]] accionado generalmente por un molino hidráulico. Los cilindros de las primeras máquinas de vapor también se fabricaron con mandriladoras similares. Todavía estaban hechos de fundición, un metal mucho más duro, y tenían un diámetro de aproximadamente un metro, lo que dificultaba su fabricación con el nivel de precisión requerido. James Watt necesitó esperar diez años después de haber ideado su decisivo invento hasta que encontró un fabricante como John Wilkinson capaz de producir los cilindros que necesitaba. La máquina perforadora utilizada estaba accionada por una rueda hidráulica y el taladro en sí estaba montado tanto delante como detrás del cilindro horizontal para evitar vibraciones. En el transcurso del siglo XIX, se agregaron máquinas perforadoras impulsadas por máquinas de vapor de distintos tipos. Estos procedimientos fueron reemplazados para piezas más grandes por el uso de moldes huecos, cuyo principio se conocía de la fundición de campanas.

### Tornos

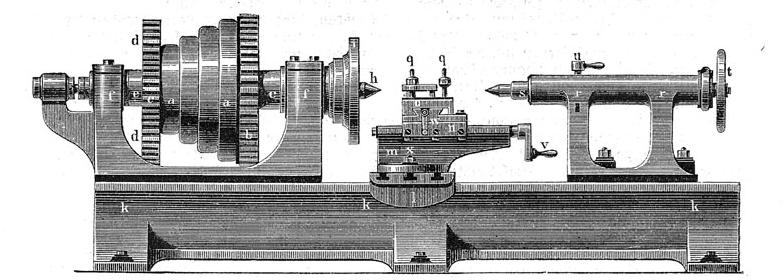
Torno de 1889

El torno se requiere para fabricar tornillos, ejes, husillos y bridas entre otros elementos mecánicos, y por lo tanto, es de particular importancia para la industrialización. Sus precursores proceden de dos ámbitos diferentes: los tornos para carpintería y los tornos para relojería y mecánica de precisión. Para la carpintería se utilizaban dos tipos diferentes, que también eran de madera. El torno basculante, que podía operarse automáticamente, y el torno con manivela, que fue importante para un posterior desarrollo. En este tipo de torno, un asistente giraba una manivela mientras que el maestro sostenía una herramienta con ambas manos para tornear una pieza. En el curso de la industrialización, la manivela y el asistente fueron reemplazados por máquinas de vapor. En la relojería y la mecánica de precisión, los tornos eran de metal y se utilizaban para procesar aleaciones de cobre como el latón. La herramienta estaba integrada en la máquina y se movía mediante ruedas, lo que permitía mayores niveles de precisión. Además, se desarrolló para la producción de tornillos y roscas el torno de husillo, equipado con un tornillo de avance de gran precisión que aseguraba que la herramienta se moviera una distancia constante por revolución de la pieza de trabajo, de modo que se podía producir una rosca uniforme.
Henry Maudslay integró los diversos detalles de diseño en una máquina que podía mecanizar el hierro más fuerte con la misma precisión que el latón. Su torno consistía en un bastidor de hierro que tenía un portaherramientas y un tornillo de avance accionado por una máquina de vapor.

### Cepilladoras y fresadoras
Durante mucho tiempo, las cepilladoras, que se desarrollaron de forma similar al torno, se utilizaron para mecanizar piezas planas como bancadas y guías de máquinas. También eran de accionamiento mecánico y disponían de portaherramientas. A partir del siglo XIX fueron reemplazadas por los fresadoras, unas máquinas completamente nuevas.

## Ingeniería eléctrica y motores primarios
En la época preindustrial, los molinos de viento y de agua eran las máquinas impulsoras más utilizadas. Los molinos de agua se conocen desde la antigüedad tardía y se extendieron por toda Europa a principios de la Edad Media. Por su parte, los molinos de viento comenzaron a construirse en Europa occidental desde el siglo XII, especialmente en las regiones costeras. No solo se utilizaban para moler cereales, sino también en minería, para bombear agua, para mover martillos y fuelles de herrería, para abatanar telas y como accionamientos de las primeras  máquinas textiles y de algunas herramientas. Incluso después de la invención de la máquina de vapor, la energía hidráulica continuó expandiéndose. En Alemania, el uso de molinos de agua alcanzó su punto máximo en 1880.

### Máquinas de vapor

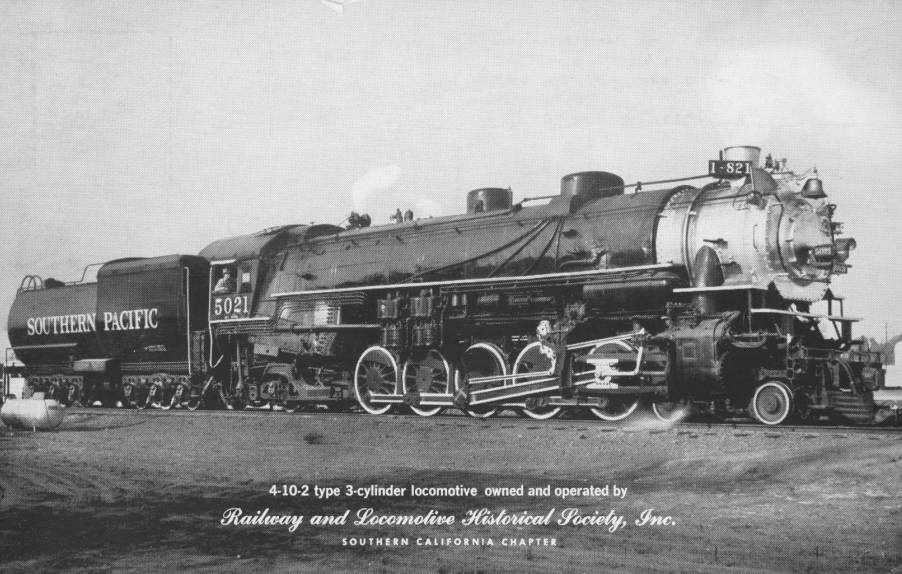
Una de las últimas grandes locomotoras de vapor (1962)

Animación de la máquina de vapor Newcomen (Azul: agua, rosa: vapor)

Thomas Newcomen logró construir por primera vez una máquina de vapor operativa en 1712, que inicialmente se utilizó en la minería. En su caso, se calentaba una caldera con hulla para producir vapor de agua, que se condensaba en un cilindro rociado con agua fría. La presión negativa resultante en comparación con el entorno significaba que la presión del aire ambiental empujaba el pistón hacia abajo en el cilindro. Por su baja eficiencia La máquina de vapor de Newcomen se extendió con relativa lentitud. James Watt mejoró su construcción en la segunda mitad del siglo y aumentó decisivamente su eficacia energética. Usó el vapor para crear una sobrepresión sobre el pistón y ya no permitió que el vapor se condensara directamente debajo del cilindro, sino en un recipiente separado, el condensador. Cuando su patente expiró en 1800, la máquina de vapor se extendió por toda Europa y se utilizó como fuerza motriz en numerosos procesos. Las aplicaciones más importantes fuera de la minería serían el accionamiento de máquinas textiles, así como de barcos y locomotoras. En el transcurso del siglo XIX, la presión de la caldera se incrementó constantemente, lo que condujo a mayores potencias y velocidades más altas.

### Motor eléctrico y motores de combustión
Las máquinas de vapor fueron reemplazadas por motores eléctricos y de combustión interna. El motor eléctrico se desarrolló a mediados del siglo XIX, convirtiendo la corriente eléctrica en energía de rotación. El generador eléctrico fue creado invirtiendo su principio de funcionamiento. Dado que la energía potencial electrostática se puede transmitir mucho más rápido, más lejos y con menos pérdidas que la energía mecánica, el motor eléctrico prevaleció sobre la máquina de vapor en la industria, especialmente porque es significativamente más pequeño que una máquina de vapor con la misma potencia.
Por el contrario, los motores diésel y los motores Otto, que surgieron a principios del siglo XX, se han seguido utilizando como accionamientos para vehículos automóviles durante más de un siglo.